# We Are X
Pour plus de détails, voir Fiche technique et Distribution.
We Are X est un film américain réalisé par Stephen Kijak, sorti en 2016.

## Synopsis
Un documentaire sur le groupe X Japan et son leader Yoshiki.

## Fiche technique
- Titre : We Are X
- Réalisation : Stephen Kijak
- Musique : Yoshiki
- Photographie : Sean Kirby et John Maringouin
- Montage : Mako Kamitsuna et John Maringouin
- Production : John Battsek, Diane Becker et Ned Doyle
- Société de production : Passion Pictures et Prettybird
- Société de distribution : Eurozoom (France) et Drafthouse Films (États-Unis)
- Pays :  États-Unis et  Royaume-Uni
- Genre : Documentaire
- Durée : 93 minutes
- Dates de sortie : 
  -  États-Unis : 23 janvier 2016 (festival du film de Sundance), 21 octobre 2016
  -  Royaume-Uni : 2 mars 2017
  -  France : 6 décembre 2017

## Accueil
Le film a reçu un accueil favorable de la critique. Il obtient un score moyen de 64 % sur Metacritic.